# غارث بوتشر
غارث بوتشر هو لاعب هوكي الجليد كندي، ولد في 8 يناير 1963 في ريجاينا في كندا.

## وصلات خارجية
- غارث بوتشر على موقع دوري الهوكي الوطني (الإنجليزية)
- غارث بوتشر على موقع قاعة مشاهير الهوكي (لاعب أن.إتش.أل) (الإنجليزية)
- غارث بوتشر على موقع EliteProspects.com (الإنجليزية)
- غارث بوتشر على موقع HockeyDB.com (الإنجليزية)
- غارث بوتشر على موقع Hockey-Reference.com (الإنجليزية)